# Geoviden – Geologi og Geografi
Geoviden – Geologi og Geografi er et populærvidenskabeligt blad, der henvender sig til de, der underviser i geologi og geografi, og til de, der på anden måde er interesseret i naturen og menneskers udnyttelse af Jorden. Bladet er rigt illustreret med billeder og figurer, og det udkommer fire gange om året og udgives af Geocenter Danmark (tidligere Geocenter København). Bladet kan hentes som pdf-fil fra hjemmesiden, eller man kan få det tilsendt i abonnement (det er gratis).

## Indhold
Hvert nummer beskriver et tema, der enten; 
- har et generelt fokus på et geologisk eller (natur)geografisk emne
- præsenterer aktuel dansk forskning
- præsenterer fakta om et emne, der præger den offentlige debat og eller den politiske dagsorden

### Eksempler
- Nummer 4, 2012 sætter f.eks. fokus på mineralske råstoffer på Grønland - bl.a. deres oprindelse, forekomst og anvendelse. Et emne der har fyldt i offentligheden i forbindelse med at det grønlandske selvstyre i dec. 2012 vedtog en ny lov om udenlandsk arbejdskraft. En lov der skal gøre det muligt for kinesiske arbejdere at opføre miner og forarbejdningsfaciliteter i forbindelse med udvinding af mineraler.
- Nummer 2, 2011 sætter fokus på radioaktive affaldsdepoter i forbindelse med at Folketinget har vedtaget, at der skal findes er slutdepot for Risøs radioaktive affald.

De fire udgivelser i 2012 havde titlerne:
1. Anholt
2. Salt
3. Molerets histore
4. Mineralske råstoffer

## Historie
Bladet hed oprindeligt Geologi – nyt fra GEUS og blev udgivet af GEUS. Det udkom første gang i 1996. Fra 2005 skiftede bladet navn til det nuværende.